# Пчелин, Валерий Павлович
Валерий Павлович Пчелин (род. 5 июля 1962, ст. Джусалы, Кзыл-Ординская область, Казахстан) — российский художник, скульптор и дизайнер. Автор скульптур из дерева и монументальных композиций в бронзе.

## Биография
Родился и до 11 лет жил в городе Байконур (бывший Ленинск, республика Казахстан), затем офицер-отец вернулся на Кубань, семья жила в станицах Новотитаровской и Васюринской.
По отцовской линии Пчелины — донские казаки, мельники и хуторяне. В 30-х годах XX в. дед Валерия Пчелина был раскулачен и сослан в лагерь, откуда бежал, впоследствии вместе с семьей перебрался на Кубань.
После окончания средней школы Валерий Пчелин закончил ПТУ, в течение года работал по полученной специальности столяром-краснодеревщиком, затем служил в армии. Тогда же принял решение профессионально заниматься деревянной скульптурой.
В 1987 году окончил Краснодарское художественное училище.
До 1992 года учился в Государственной художественно-промышленной академии им. Веры Мухиной в Санкт-Петербурге.
В 1990 году годы под влиянием европейских модернистов, а также образцов японского минимализма и первобытного африканского искусства начал создавать обобщенные скульптурные формы, несущие в себе устойчивые архетипы древних цивилизаций. В 1990 - 1993 годы создал серию New age, в которую вошли разработки в области дизайна и скульптуры - объекты, напоминающие мебель, но не являющиеся ей. 
Вернувшись в 1991 году Краснодар, примкнул к кругу молодых современных художников города, участвовал в групповых выставках. Работал реставратором в Краснодарском историко-краеведческом музее-заповеднике им. Е. Д. Фелицина, промышленным дизайнером, главным дизайнером компании по производству строительных элементов из агломерированных мрамора и гранита Moroz. 
В 1994 году впервые участвовал в международном скульптурном симпозиуме в Германии (Vom Baumstamm zur Holzsculptur, Тюбинген), совершив путешествие по которой, познакомился с немецкой готической скульптурой, произведениями Георга Базелица, Маркуса Люперца, Ансельма Кифера, Стефана Балкенхола. После поездки стал заниматься экспрессионизмом в пластике, приступил к созданию «Русской серии» (1995 – 2009), которая объединяет фигуративные скульптуры, выполненные из дерева и изображающие людей и животных в экстремальных, пограничных состояниях. Ряд работ из «Русской серии» впоследствии приобретен Краснодарским художественным музеем им. Коваленко.
С 1995 года — Член Союза художников России. 
С 1997 по 1999 годы жил и работал в городах Буэнос-Айрес и Пинамар (Республика Аргентина). Как приглашенный художник создавал монументально-декоративные и скульптурные проекты для муниципалитета Пинамар, епископства провинции Буэнос-Айрес, художественной галереи Cipres. В тот же период в Пинамаре разрабатывал авторскую мебель и деревянную посуду по приглашению деревообрабатывающей компании Veneto. После постсоветской действительности открыл для себя в Аргентине модернистскую архитектуру конца XX века, что обновило отношение Пчелина к материалам, сформировало современное понимание взаимосвязи скульптурных объектов с архитектурой и возродило интерес к дизайну. 
В 2000 году вернулся в Россию, в Краснодар, занялся дизайном интерьеров и созданием авторской мебели. Работал в русле постмодернизма, адаптируя для современных объектов старинные способы сплачивания древесины, сочетая элементы хай-тека с древесиной живой формы, достижения группы De Stil — с первобытными методами конструирования. 
Поставив цель построить собственную мастерскую и продолжить в ней создание арт-объектов из древесины, Пчелин несколько лет работал над заказами из бронзы для общественных мест в реалистической или развлекательной традиции паблик арта. В 2007 году он  принял участие в конкурсе на городскую скульптуру, выиграл его и по заказу администрации Краснодара изготовил юмористическую городскую скульптуру в стиле китча «Собачкина столица» — по мотивам стихотворения Владимира Маяковского «Краснодар». Скульптура изображает двух одетых собак, прогуливающихся под руку. Она приобрела популярность среди горожан и стала одним из неофициальных символов города. Краснодарские историки и краеведы восприняли произведение негативно, обвиняя его в неуместности и антиисторичности. В 2009 году журнал «Русский мир» внес «Собачкину столицу» в топ самых странных памятников России. 
В 2008 году Пчелин (по результатам конкурса) создал скульптурную композицию «Запорожцы пишут письмо турецкому султану» по мотивам одноименной картины Ильи Репина к 120-летию посещения российским художником Кубани. В дальнейшем в соавторстве со скульптором Аланом Корнаевым Валерий Пчелин принял участие в создании еще несколько скульптурных произведений для Краснодара, к которым, например, относятся композиция «Студенты» по мотивам кинокомедии Леонида Гайдая и скульптурная композиция памяти генерала Лавра Корнилова и воинов Добровольческой армии, погибших при штурме Екатеринодара в 1918 году и другие. 
Одновременно с 2009 года Валерий Пчелин — участник международных арт-событий и симпозиумов современной скульптуры в Германии, Китае, Швейцарии, Южной Корее. В течение шести лет был приглашенным художником крупной международной выставки современного искусства Nord Art (Бюдельсдорф, Германия), где создал ряд арт-объектов для скульптурного парка и выставочных пространств.
С 2015 года живет и работает в собственном доме-мастерской, который также является действующей арт-резиденцией PchelinHouse в поселке Афипский Северского района Краснодарского края.
В скульптуре для Пчелина основным стал метод соединения, конструирования формы из множества кусков в столярной или плотницкой манере.  Не последнюю роль в этом сыграло желание вторично использовать обрезки мебельных производств, предназначенные для утилизации.   
С 2018 года вместе с женой Анной Пчелиной организует некоммерческий цикл открытых лекций «Как устроено современное искусство» (проект арт-резиденции PchelinHouse совместно с компанией «Ростелеком»).
В 2016—2021 годах работал над серией абстрактных биоморфных скульптур, объединенных проектом Drifters, которая была представлена на авторских выставках в Художественном музее им. Ф. А. Коваленко (Краснодар), музее современного искусства «Эрарта» (Санкт-Петербург), культурном пространстве «Рихтер» (Москва), в Mia Karlova Galerie (Амстердам, Нидерланды), на ярмарках современного искусства Cosmoscow и «Арт-Москва» (Москва).

## Работы Пчелина
Работы Пчелина находятся в собрании Государственного Русского музея, Краснодарского художественного музея изобразительных искусств им. Коваленко, центра современного искусства Kunstwerk Carlshütte (Германия), скульптурном парке Иву (Китай), в частных коллекциях.
- Скульптура «Great Drifter». 2018
- Скульптура «Соседка» («Русская серия»). 2003.
- Скульптура «Неперелетная птица» («Русская серия»). 2003
- Скульптура «Drifter 04». 2018
- Скульптура «Собачкина столица»
- Скульптура «Запорожские казаки пишут письмо турецкому султану»

## Профессиональные награды
- Государственная стипендия администрации Краснодарского края в области культуры и искусства (в течение 1996 г.)
- Гран-при на краевом профессиональном конкурсе произведений изобразительного искусства «Биеннале» в 2009 году. А также Первая премия по скульптуре на этом же «Биеннале» в 1995, 2005, 2007 годах. Краснодар, Россия